# Неббьюно
Неббьюно (итал. Nebbiuno) — коммуна в Италии, располагается в регионе Пьемонт, в провинции Новара.
Население составляет 1542 человека (2008 г.), плотность населения составляет 193 чел./км². Занимает площадь 8 км². Почтовый индекс — 28010. Телефонный код — 0322.
Покровителем коммуны почитается святой Георгий, празднование в первое воскресение мая.

## Демография
Динамика населения:

## Администрация коммуны
- Официальный сайт: http://www.comune.nebbiuno.no.it/